# Hrobka

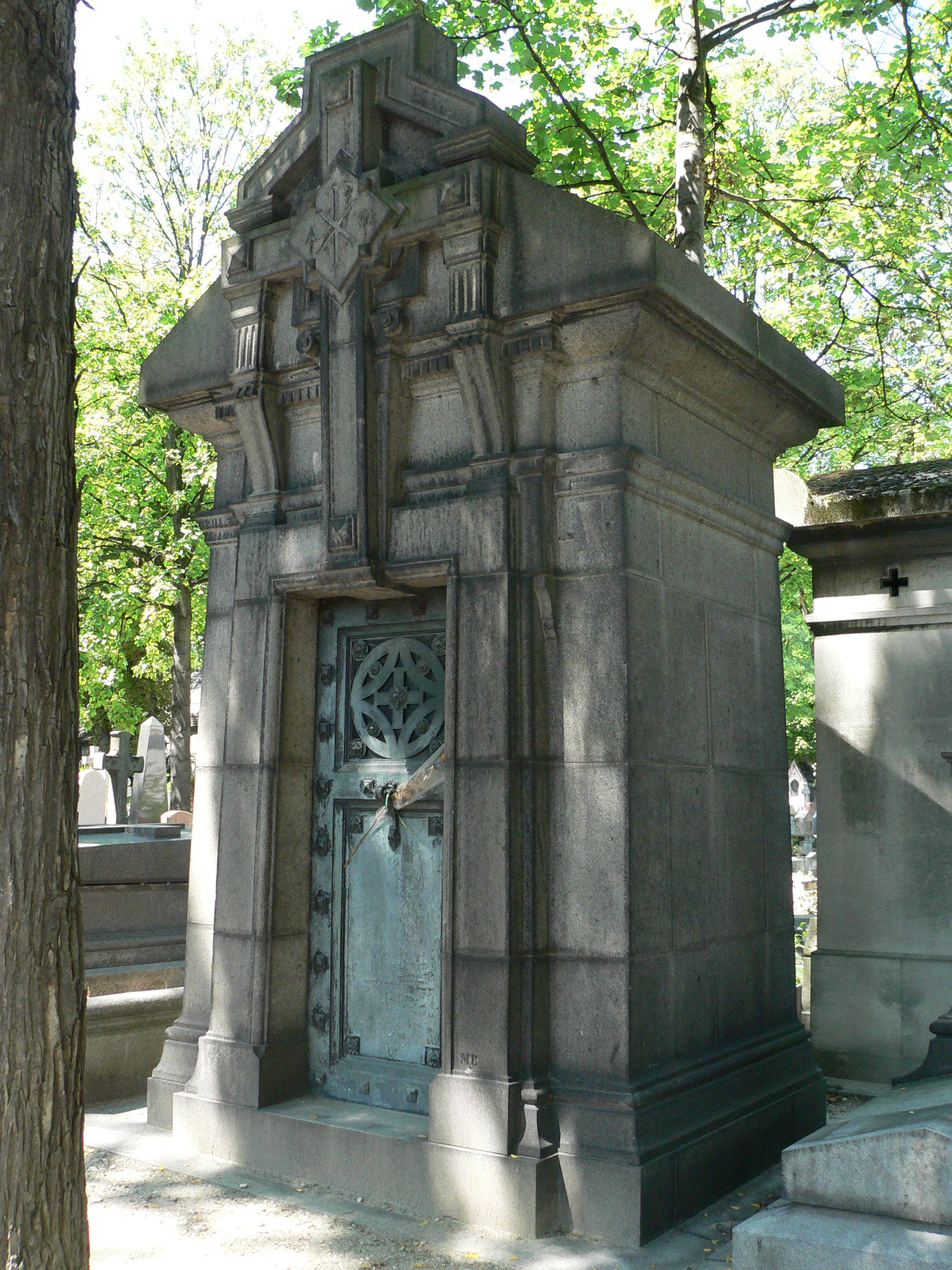
Hrobka na hřbitově Père Lachaise v Paříži

Hrobka je stavební konstrukce, určená pro uložení ostatků zesnulého či zesnulých. Nezáleží na tom, zda zemřelý byl pohřben v rakvi nebo šlo o pohřeb žehem a do hrobky se uloží jen urna s popelem.

## Pojem
Hrobka je pojem širokého významu. V historické době se jí zpravidla rozumí zděná konstrukce, která má podzemní a nadzemní část.
- Podzemní část tvoří zděný hrob, to jest jáma pravidelných rozměrů, obložená cihlami nebo kameny. Často je větší než pro jednu samotnou kostru, rakev s kostrou či urnu s popelem zemřelého. Může mít pravoúhlý, kosodélný či kruhový půdorys. Prostor jednoduché hrobky bývá uzavřen pouze náhrobní deskou, nebo při větších rozměrech přístupný po schodech. Určením to bývá rodinná hrobka, do které se rakve ukládají po generace, dokud rodina nevymře. Pokud rakve uložených nebožtíků nespojuje příbuzenský vztah, označuje se jako hromadná hrobka. To jsou například hrobky řeholníků téže komunity, obětí jedné katastrofy, apod.. Hrobky vůdčích představitelů politického, náboženského či kulturního života se označují mauzoleum, Slavín či pantheon.
- Nadzemní část může být rozmanitá. V prehistorické a rané historické době se objevuje mohyla, nasypaná z hlíny do podoby návrší či kuželu. V historické tradici až do dneška převažuje vodorovná kamenná či kovová deska, kryjící hrobovou jámu, nebo svislý kámen, vztyčený v hlavě hrobu; jde-li o úzkou desku, nazývá se stéla, dalšími tvary mohou být obelisk či sloup. Pro ně se vžilo označení náhrobní kámen, bývají označeny nápisem s identifikačními údaji zemřelého/zemřelých nebo s pietním či oslavným nápisem. Stélu v některých případech doprovází nebo nahrazuje plastický emblém smrti či nesmrtelnosti: věnec, lucerna, kříž, socha či sousoší, označované termínem pomník. Architektonickým motivem se vyznačuje kupolová nebo kaplová hrobka. Jindy mohou být hrobky řazeny pod travé arkád, jako je tomu například v Praze na Vyšehradském hřbitově, zatímco těla zemřelých při pohřbu do země se ukládají v rakvích do hrobek.

Kaplová hrobka je malá zděná budova, krytá věží, kupolí či sedlovou střechou, s okénkem a dveřmi či brankou, nebo síň uzavřená mříží. Stojí na hřbitově, nebo je součástí hřbitovní kaple na hřbitově nebo mimo hřbitov. Jde o architektonicky významný objekt, exteriér i interiér mívá plasticky zdobený. Na hrobky se specializovali někteří renomovaní architekti jako například Antonín Wiehl. Rozměry hrobky závisí na společenském postavení a finanční situaci stavebníka, jak dosvědčují pyramidy egyptských faraónů, mauzolea vládců či kaple vůdčích rodů aristokracie. Šlechtická hrobka byla často vysvěcena na chrám nebo byla s chrámem spojena jako hřbitovní kaple, často byly hrobky v podzemí chrámů jako samostatná krypta (například hrobka rodiny Lichtenštejnů ve Vranově nad Dyjí. Například Schwarzenberská hrobka v Třeboni je patrovým chrámem, podobně jako Šporkova hrobka v Kuksu, která přiléhá k hospitalu, nebo Šternberská hrobka v Zásmukách. Největší počet hrobek lze nalézt v České republice na Olšanských hřbitovech, kde se nachází 25 000 hrobek a 200 kaplových hrobek

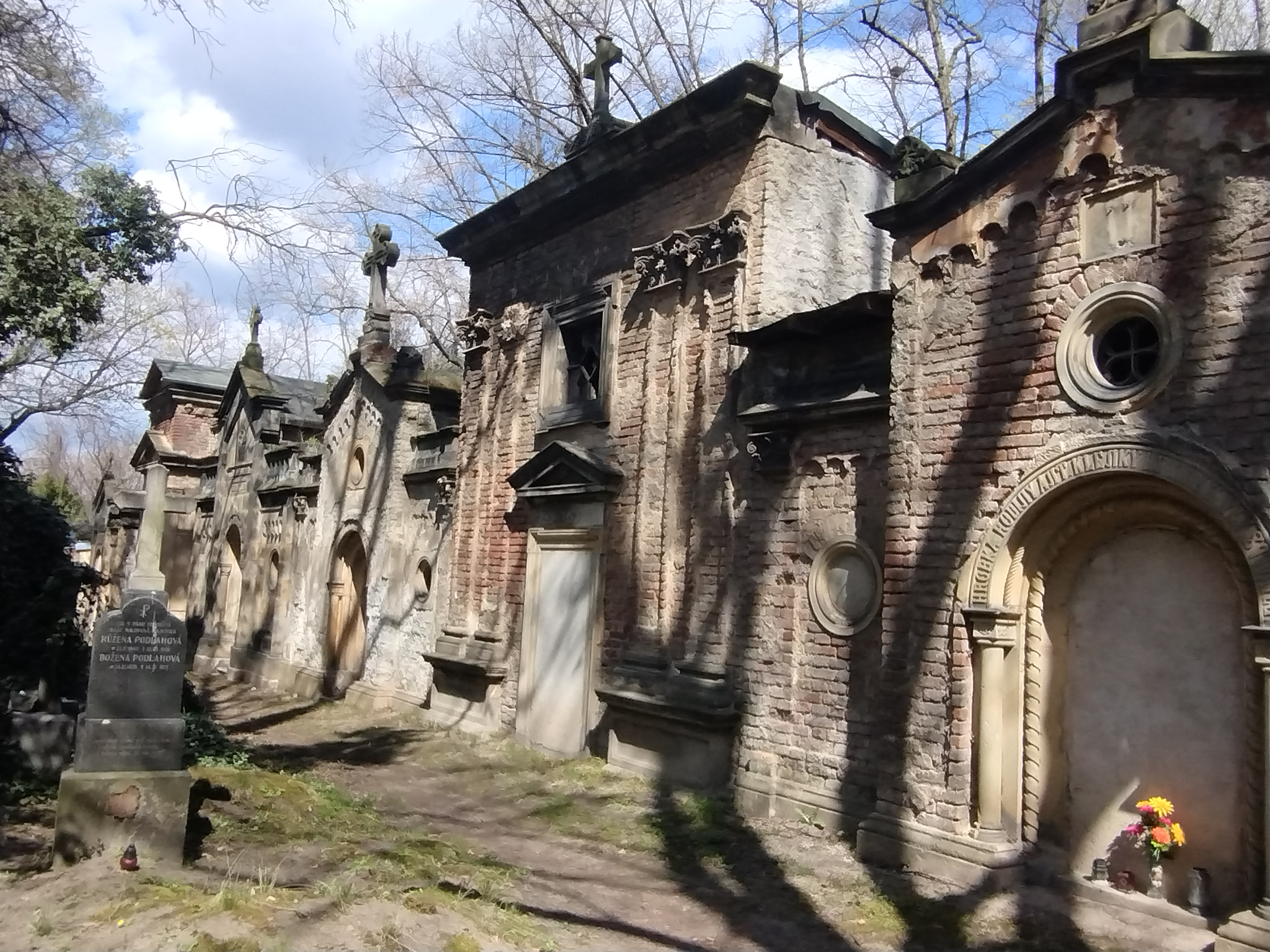
Hrobky na Olšanských hřbitovech
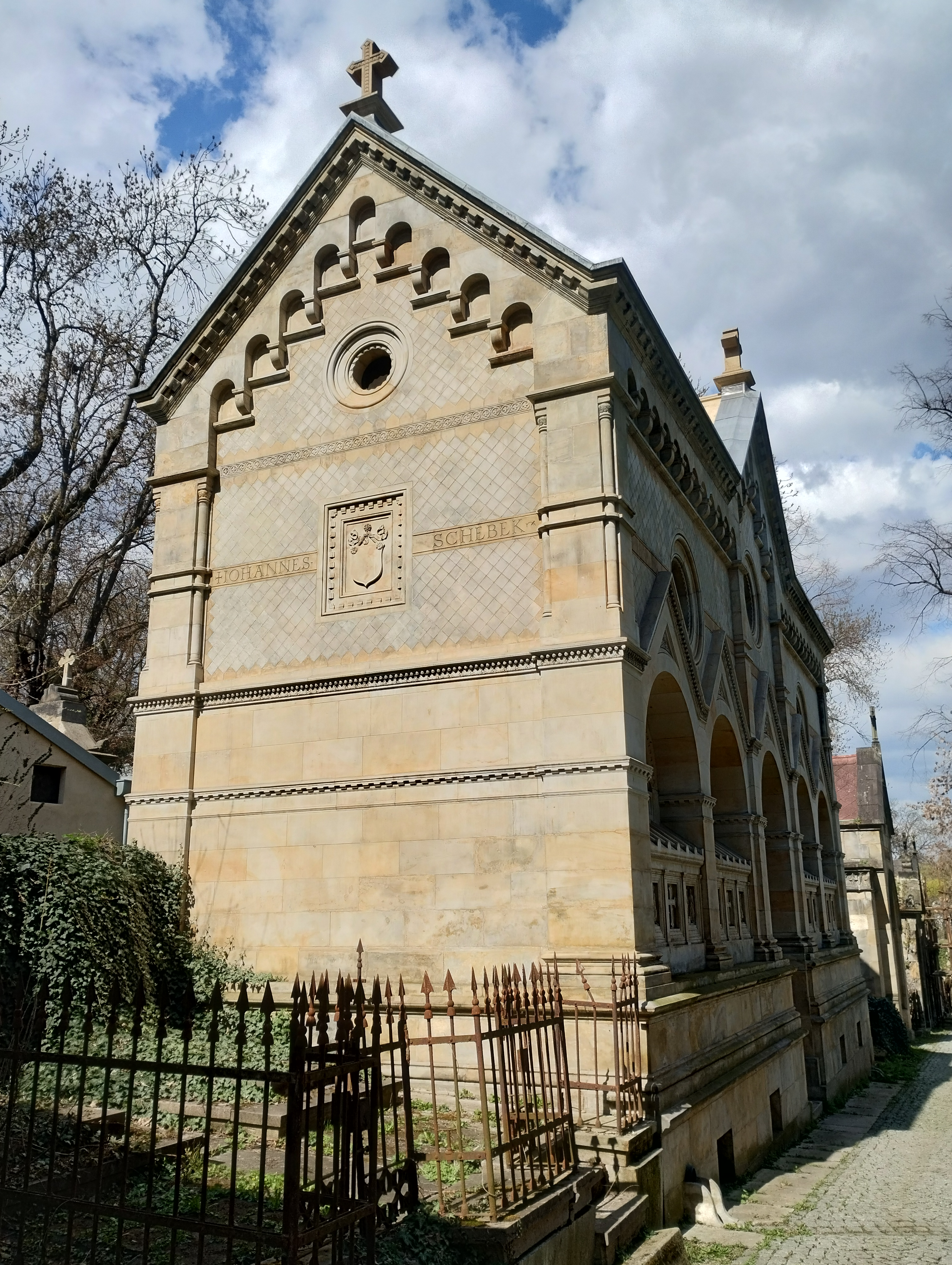
Hrobka na Olšanských hřbitovech
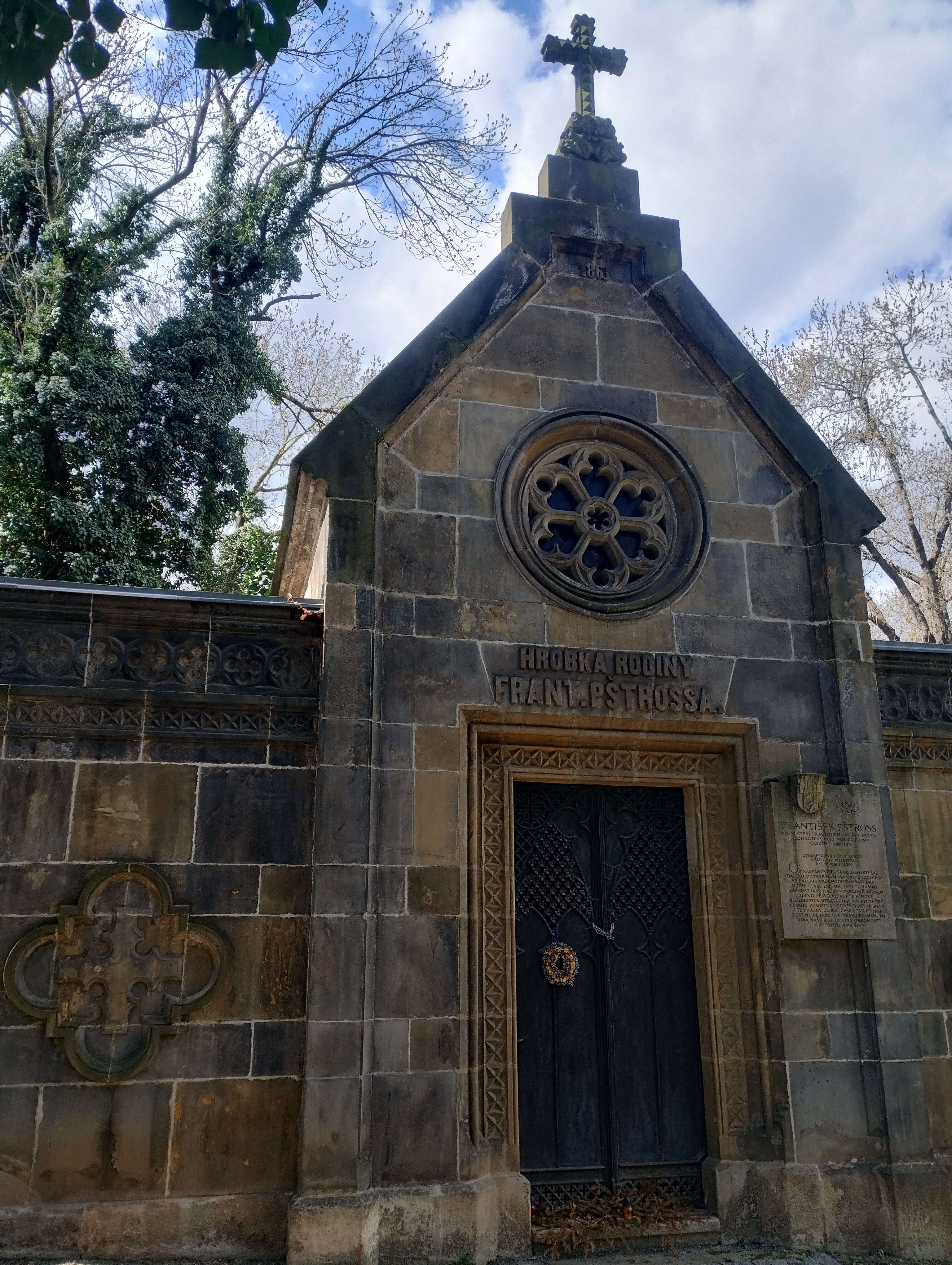
Hrobka rodiny Františka Pštrossa na Olšanských hřbitovech
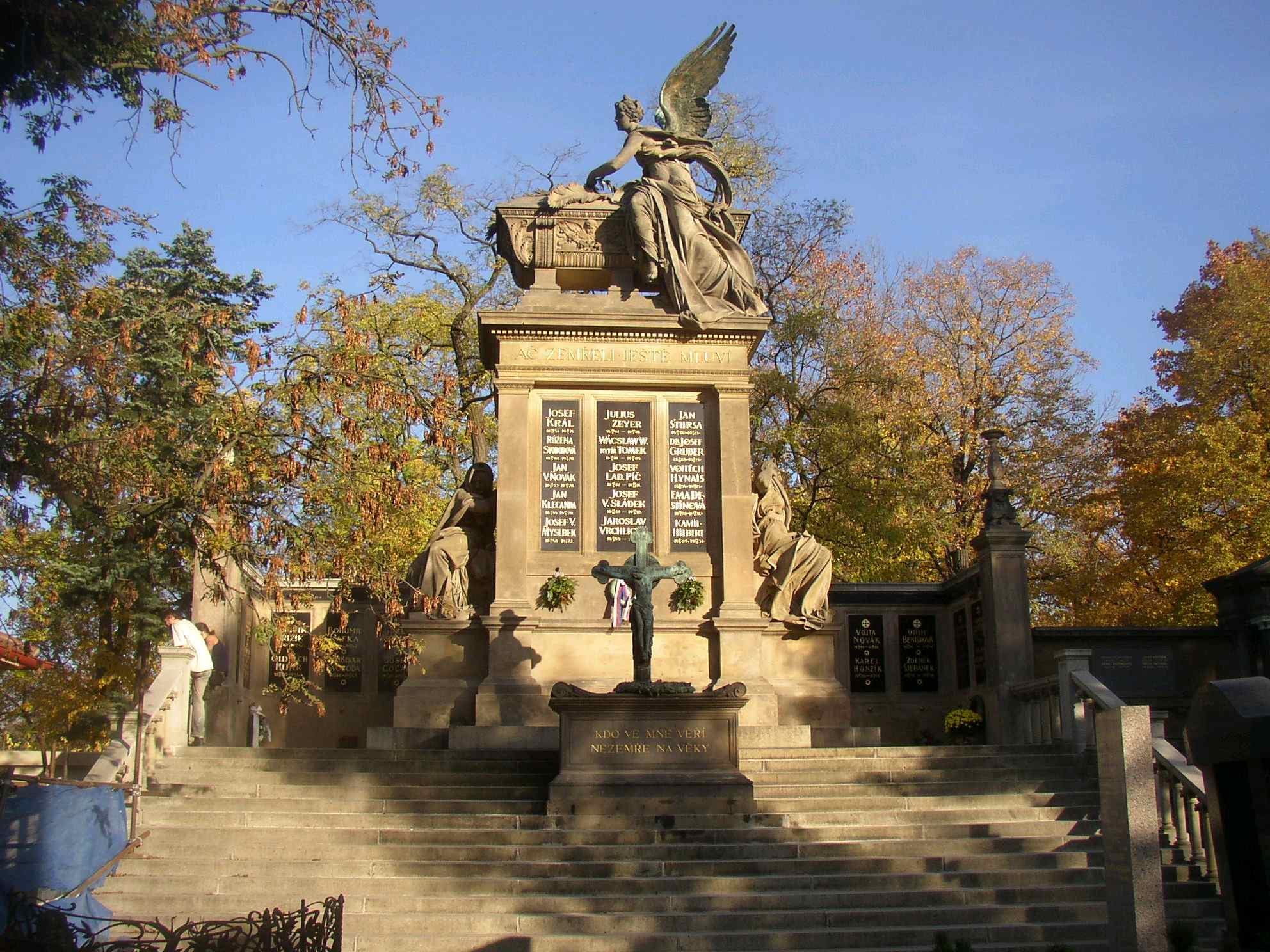
Hrobka Slavín na Vyšehradském hřbitově

## Prameny
Hrobka je zmiňována na několika místech v Bibli, je obvyklá v křesťanské, židovské a částečně také islámské tradici pohřbívání, pochází patrně ze staroegyptské kultury, v níž byla mrtvá těla mumifikována a uchovávána výhradně v hrobkách – hrobky byly monumentální výstavné budovy, hrobkami faraonů byly pyramidy. V biblickém a raně historickém období byly obvyklé skalní hrobky: takovou hrobku tvoří jeskyně se vchodem krytým balvanem (např. hrobka Ježíše Krista v údolí Jeruzaléma) nebo hrobka vytesaná do skály.

## Současnost
Současné předpisy pro pohřbívání v České republice stanoví Zákon o pohřebnictví. Výstavba nových hrobek není obvyklá. Dnes se většinou využívají starší prodejné či dříve opuštěné hrobky, které si kupují movité rodiny, například to je hrobka Stanislava Grosse nebo rodiny Františka Janečka na Vyšehradském hřbitově v Praze. Naproti tomu v zemích anglosaské tradice či v islámských zemích jsou dodnes monumentální hrobky časté.

## Rozdíl mezi hrobem a hrobkou
Zatímco v hrobě je rakev se zemřelým nebo urna uložena do zeminy, v hrobce je podzemní část vyzděna. V této prostoře jsou místa, kam jsou rakve uloženy.

### Trvanlivost
V kopaném hrobě se rakev rozpadne dříve než v hrobce. Délka zachování ostatků závisí na třech faktorech: na materiálu rakve, druhu zeminy a na klimatických poměrech (hlavně vlhkosti), u hrobek mohou být větrací okénka. Rakve z dubu, palisandru, ebenu, guajaku či dalších tvrdých dřev s hustým pletivem konzervují nejlépe, ve smrkové rakvi se tělo rozpadne zhruba po dvaceti letech. Bez rakve v mokré hlíně trvá rozklad organických částí těla zhruba deset let, proto se dříve u běžných hrobů na českých městských hřbitovech praktikovaly desetileté turnusy. Poté se ostatky vykopaly a kosti uložily do kostnice, jak je prezentováno například v kostnici farního kostela sv. Jakuba v Brně. Ostatky z hrobů v písčité půdě v subtropickém nebo v tropickém klimatickém pásmu drží mnohem déle.